# Zdravstvena enota Slovenske vojske
Zdravstvena enota Slovenske vojske je bivša vojaška-zdravstvena enota Slovenske vojske, ki je bila namenjena mednarodnemu sodelovanju.

## Zgodovina
Enota je bila ustanovljena leta 1991. Do 1997 se je enota ukvarjala z usposabljanjem. 1997 je sodelovala na mednarodni misiji Alba, 1998 na CAE in od 1. februarja 2000 v Sforju.

## Poveljstvo
Poveljnik
- major Slaviša Mihaljević, (2001)

Namestnik poveljnik
- major Primož Aplenc, (2001)

## Organizacija
Enota je razdeljena na dve skupini, ki opravljata 12-urni delovnik.

## Člani enote
Člani enote se menjajo na 3 do 6 mesecev.
Medicinski tehniki
- štabni vodnik Christian Marot (december 2001)
- štabna vodnica Jožica Kovač (december 2001)
- višja vodnica Vesna Adamič (december 2001)
- višja vodnica Janja Sajovic (december 2001)

Bolničarji
- višji vodnik Vito Sternen (december 2001)
- vodnik Uroš Tomc (december 2001)
- vodnik Branko Pajžlar (december 2001)
- desetnik Marjan Čačulović (december 2001)
- desetnik Iztok Virjent (december 2001)